# Stetten (Gunzenhausen)

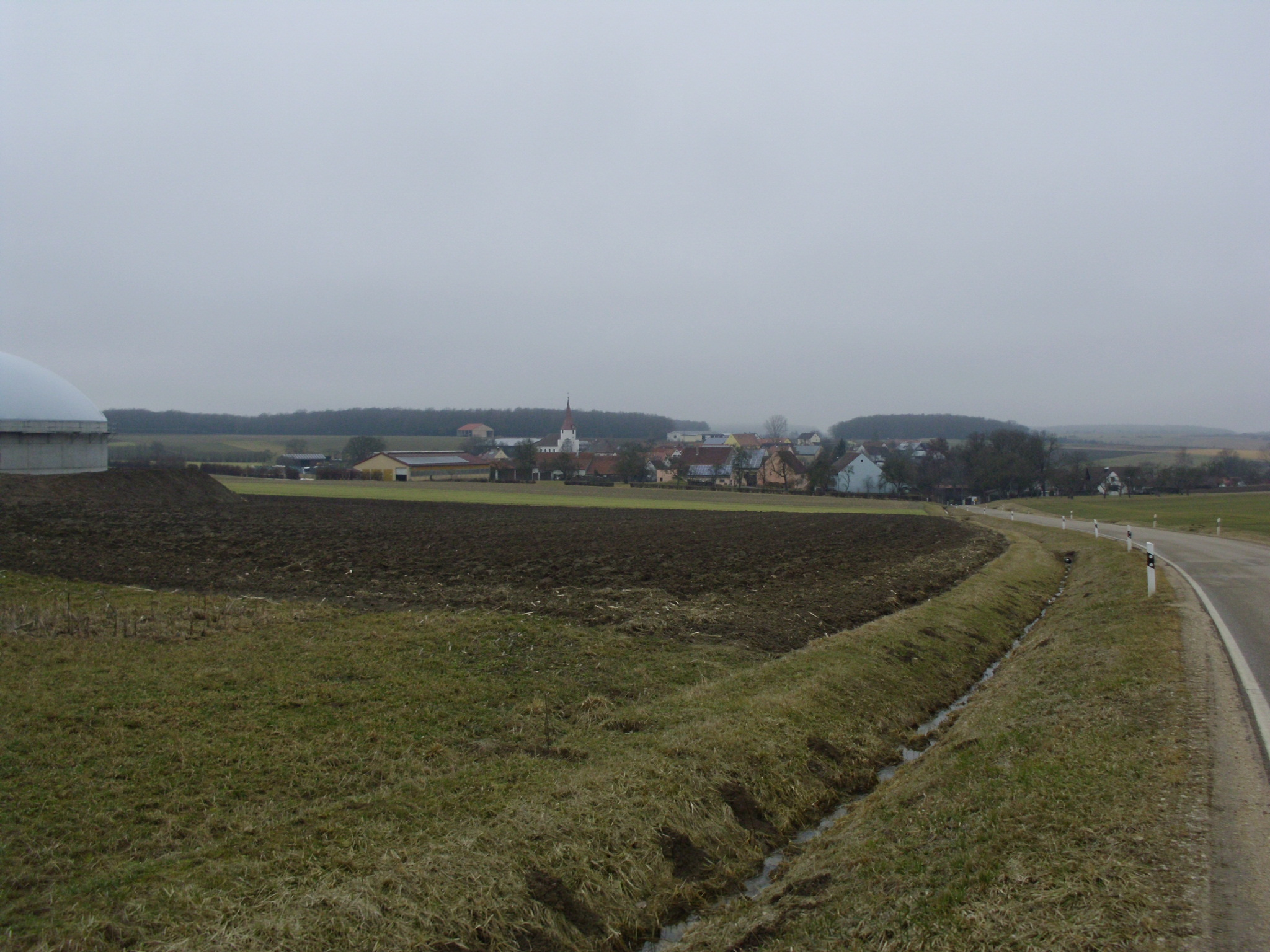
Stetten

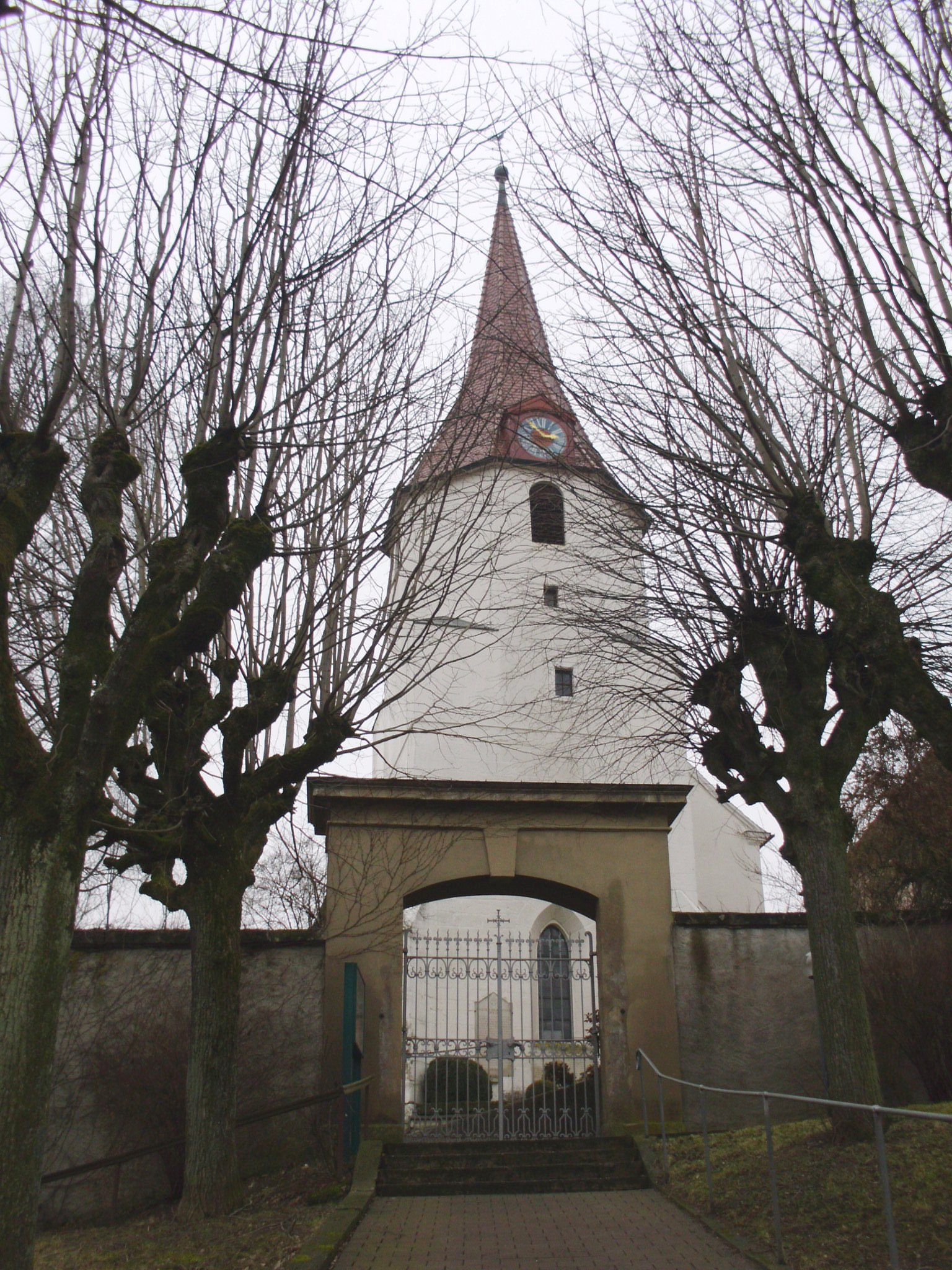
St. Peterskirche

Stetten ([ˈʃtɛtn̩] ) ist ein Gemeindeteil der Stadt Gunzenhausen im Landkreis Weißenburg-Gunzenhausen (Mittelfranken, Bayern). Die Gemarkung Stetten hat eine Fläche von 5,375 km². Sie ist in 565 Flurstücke aufgeteilt, die eine durchschnittliche Flurstücksfläche von 9512,90 m² haben. In ihr liegt neben dem namensgebenden Ort der Gemeindeteil Maicha.

## Lage
Das Pfarrdorf Stetten liegt, in eine Mulde eingebettet, auf fruchtbarem Liasboden auf einer Höhe von 463 m ü. NHN. Der Ort befindet sich nördlich von Nordstetten zwischen Gunzenhausen und Gnotzheim und nahe der Grenze zu den Gemeinden Unterschwaningen und Wassertrüdingen. Gunzenhausen befindet sich rund sechs Kilometer (Luftlinie) nordöstlich von Stetten. Die Hauptstraßen des Ortes sind die Landkreisstraßen WUG 25 und WUG 24.

## Geschichte

### Etymologie
Der Ortsname Stetten wird als ‚zu den Wohnstätten‘ gedeutet.

### Vorgeschichte
1927 wurde bei Stetten ein jungsteinzeitlicher Wohnplatz teilweise erforscht. Aus der Hallstattzeit gibt es einige Grabhügel in der Stettener Flur. Ein Grabhügel im Ebenholz gab 1933 eine größere „Grabstele“ aus Arietensandstein mit bislang nicht deutbaren Einritzungen frei. Mehrere durch Stetten führende Römerstraßen verbanden Kastelle miteinander.

### 8. bis 13. Jahrhundert
Stetten, eine frühe fränkische Ausbausiedlung des 8. Jahrhunderts, ist erstmals im Pontifikale Gundekarianum des Eichstätter Bischofs Gundekar II. erwähnt; die dort aufgeführte Kirchenweihe fand vermutlich zwischen 1058 und 1060 statt. 1146 ist mit Konrad und Hermann von Stetin ein Ortsadel genannt. Aus mittelalterlicher Zeit ist im Süden des Dorfes ein kleiner Hügel, von einem Graben umgeben, als Rest einer Turmburg noch vorhanden; der Tradition nach sollen aber die Herren von Stetten an der Stelle des heutigen Gasthauses ihre Burg gehabt haben. 1263 tauschte das Kloster Heidenheim mit dem Bischof von Eichstätt sein Patronatsrecht über die zwei Pfarrkirchen von Stetten (St. Walburga und St. Peter) gegen das Patronatsrecht an der Pfarrkirche von Heidenheim; 1267 bestätigte dies Papst Clemens IV. 1272 wurden die beiden Pfarrkirchen durch den Eichstätter Bischof Hildebrand von Möhren uniert, die er zuvor am 9. Juni 1272 mit Ludwig von Craigenheim (Cronheim) gegen Güter in Nordstetten getauscht hatte, da die Einkünfte kaum für einen Pfarrer ausreichten. Dies blieb von Seiten der Grafen von Oettingen, die das Patronatsrecht über Stetten für sich reklamierten, nicht unwidersprochen; 1279 vereinbarten die Parteien, sich einem Schiedsgericht zu unterstellen. Der Ausgang des Streites ist nicht überliefert.

### 14. bis 16. Jahrhundert
In diesen Jahrhunderten wurde Stetten im Zusammenhang mit dem Besitzwechsel von Gütern und in Salbüchern mehrmals erwähnt. So hatte im 14. Jahrhundert Kraft von Lentersheim Besitz in Stetten; 1350 übertrug er Einkünfte aus einem Gut Stettens zu einem Jahrtag an das Kloster Auhausen. 1360 wechselte der Besitz von einem Hof und einem Gut derer von Rechenberg an Burchart von Seckendorff. 1375 kaufte Anna von Paulsdorf, Witwe des Konrad von Hürnheim, einen Hof, ein Lehen, fünf Hofstätten und ein Gärtlein in Stetten. 1427 erwarb Konrad von Holzingen von Menwart Stainhammer zwei Stettener Höfe; er mehrte seinen Stettener Besitz 1434 durch Ankauf von Gütern aus dem Besitz der Stadt Gunzenhausen. 1457 unterstellen sich zwei Stettener dem Schutz der Markgrafen von Brandenburg. 1496 verkaufte Hans von Gundelsheim zwei Höfe und sechs Gütlein an die Stadt Eichstätt auf Wiedereinlösung, die 1519 erfolgte. 1498 nahm der Eichstätter Bischof das Dorf in seinen Schutz.
Vermutlich 1528 wurde durch Markgraf Georg „der Fromme“ die Reformation in Stetten eingeführt. Für 1532 erfährt man, dass vier Güter zu Stetten an das markgräfliche Kastenamt Gunzenhausen Abgaben zu leisten hatten und das markgräfliche Oberamt Gunzenhausen die Hohe Gerichtsbarkeit innehatte. Für drei Jahre später ist überliefert, dass ein Haus zu Stetten an das Kastenamt Hohentrüdingen Abgaben leistete. 1551 erhielt Wolf Friedrich von Lentersheim zu Altenmuhr von einem Stettener Gut Abgaben. 1589 zinste ein Gut zu Stetten auch an die Vogtei Bechhofen. 1590 wurde beim Verkauf der Güter derer von Rechenberg an das Markgrafentum Brandenburg-Ansbach auch Stettener Besitz erwähnt, nämlich ein Hof, ein Seldengütlein und sechs Seldengüter.

### 17. und 18. Jahrhundert
1603 wurde das erste Schulhaus erbaut; war bis dahin der Pfarrer zugleich Lehrer, wurde nunmehr ein eigener Schulmeister angestellt. Das Schulwesen Stettens geht vermutlich auf das Jahr 1545 zurück. Für 1726 ist ein erneuter Schulhausbau überliefert.
1608 werden für Stetten acht markgräfliche Untertanen, die verschiedenen markgräflichen Ämtern unterstanden, neun füchsische Untertanen und ein lentersheimerscher Untertan angegeben. 1612 bestand das Dorf aus fünf Gemeindehäusern, nämlich einer Schmiede, dem Pfarr-, dem Bad-, dem Schul- und dem Hirtenhaus, sowie aus sieben markgräflichen, neun füchsichen und einem lenterheimerschen Untertanen. Der Dreißigjährige Krieg zog auch Stetten in Mitleidenschaft, insbesondere im Jahr 1634; diejenigen Bauern, die von der Pest verschont geblieben waren, flüchteten vor den schwedischen und kaiserlichen Landsknechten in die Wälder, und der Pfarrer verließ nach Verlust seines Hab und Guts die verarmte Pfarrei. Erst zehn Jahre später wurde Stetten vom Pfarrer von Obermögersheim betreut, bis sich 1655 wieder ein eigener Ortsgeistlicher zur Seelsorge der zwölf Stettener Familien ansiedelte. Der Wiederaufbau des Dorfes wurde nicht unwesentlich von Glaubensflüchtlingen aus dem österreichischen Ennsgebiet geleistet. 1697 wohnten insgesamt 23 Familien im Dorf.

### Vom 19. Jahrhundert bis in die Gegenwart
Gegen Ende des Alten Reiches, 1802, bestand Stetten aus 18 ansbachisch-preußischen und 2 eichstättischen Untertanen; letztere, 2 Halbhöfe, gehörten dem Eichstätter domkapitlischen Kastenamt Pleinfeld. Die eichstättischen Untertanen unterstanden ebenso wie ein Freigütlein dem ansbachischen Oberamt Gunzenhausen. In den nächsten hundert Jahren bewegte sich die Einwohnerzahl zwischen 160 und 200.
1806 kam Stetten, seit 1792 mit dem ehemaligen Markgrafentum Ansbach unter preußischer Hoheit stehend, an Bayern, wo das Dorf 1808 mit Maicha, Cronheim, Filchenhard, Unterwurmbach und Unterhambach den Steuerdistrikt Cronheim im Landgericht/Rentamt bzw. ab 1862 Bezirksamt Gunzenhausen, dem späteren (1939) Landkreis Gunzenhausen, bildete. 1811 wurde Stetten mit Maicha und Unterhambach eine Ruralgemeinde. Bei der nächsten bayerischen Gemeindereform, 1818, wurde unter Abtrennung von Unterhambach Stetten mit Maicha eine Ruralgemeinde, wobei Stetten 181 und Maicha 72 Einwohner hatte.
Für 1865 ist überliefert, dass in Stetten 46 Familien wohnten, und zwar mit 99 männlichen und 103 weiblichen Personen; es gab 36 Hausnummern. An Berufen waren außer den Bauern vertreten: ein Bäcker, zwei Wirte (davon war einer gleichzeitig Brauer), ein Schmied, ein Schneider, drei Schuster, ein Weber, ein Schreiner, ein Wagner und ein Spezereihändler. Zwei Jahre später vermeldet ein Handbuch für das Königreich Bayern für Stetten 55 Gebäude, eine Kirche, eine Schule und 181 Einwohner. 1910 gründete sich ein Darlehenskassenverein für Stetten und Umgebung. Mit dem Einrücken der Amerikaner in Stetten am 23. April 1945 brach für die Gemeinde eine neue Zeit an, auch wenn es zehn Jahre dauerte, bis man eine Besserung der Verkehrs- und Arbeitsverhältnisse einleiten konnte. Durch den Zuzug von Flüchtlingen und Vertriebenen wohnten 1950 in Stetten 237 und in Maicha 91 Personen; die Einwohnerzahl sank danach wieder stark ab. 1955 stellte die Gemeinde Stetten den Antrag auf Durchführung der Flurbereinigung, die 1964 einsetzte und im Dezember 1972 mit der Schlussfeststellung ihren Abschluss fand. Im Rahmen der Flurbereinigung wurde ab 1964 auch eine Dorfsanierungsmaßnahme durchgeführt und dabei eine Gemeinschaftsmaschinenhalle erbaut. 1960 bis 1966 wurden die Verbindungsstraßen nach Maicha, Cronheim und Nordstetten ausgebaut. Ab 1961 führte der Wasser- und Bodenverband Sammenheim ein Entwässerungsprojekt der Fluren von Stetten und Maicha durch. 1964/65 bekam Stetten eine Kanalisation.
1961 wurden im Ort Stetten 41 Wohngebäude mit 197 Einwohnern gezählt. Die selbständige Gemeinde Stetten mit Maicha ließ sich im Zuge der Gemeindegebietsreform in Bayern zum 1. April 1971 freiwillig nach Gunzenhausen eingemeinden. Danach wurde durch die Stadt Gunzenhausen die Verbindungsstraße Stetten – Maicha neu gebaut. Seit 1978 vertritt ein gemeinsamer Ortssprecher von Stetten und Maicha die Interessen der ehemaligen Gemeinde im Stadtrat von Gunzenhausen.

### Einwohnerentwicklung
Gemeinde Stetten
- 1910: 259 Einwohner[37]
- 1933: 235 Einwohner
- 1939: 229 Einwohner[38]
- 1961: 282 Einwohner[39]
- 1970: 235 Einwohner[39]

Ort Stetten
- 1987: 153 Einwohner[1]

## Wappen
Die Wappenbeschreibung lautet: Gespalten von Rot und Silber; vorne ein silberner Doppelschlüssel mit einem Griff, hinten am Spalt ein verschlungener roter Lindenzweig. Das Wappen stammt von 1969. Der Doppelschlüssel ist das Zeichen des heiligen Petrus. Der Lindenzweig stammt aus dem Wappen der Grafen von Seckendorff.

## Bau- und Bodendenkmäler
- Die im Zuge der Reformation evangelische Pfarrkirche gewordene, auf einer Anhöhe im Dorf stehende St.-Peter-Kirche, ursprünglich eine Chorturmanlage aus dem 14. Jahrhundert, erhielt 1568 ein neues Langhaus. 1680 wurde der 1615 vollendete polygonale Kirchturm mit einem Spitzhelm versehen. 1823 wurde das Langhaus nach Norden erweitert und der Kanzelaltar eingebaut. Die alte Orgel stammte von 1733/34 und war über dem Altar angebracht, die heutige kam in den späten 1960er Jahren auf die Westempore. Zwei aus Nürnberg stammende Glocken wurden 1615 gegossen.[41]
- Das Pfarrhaus von Stetten ist ein Walmdachbau und wurde 1751 von Giovanni Domenico Barbieri gebaut und 1909 renoviert.
- Das zweigeschossige Brauereigasthof am Stetten 23 ist ein Satteldachbau in Ecklage von 1754.
- Am südlichen Teil des Dorfes befindet sich ein mittelalterlicher Turmhügel, der heute als Bodendenkmal gekennzeichnet ist.

## Vereine
- Freiwillige Feuerwehr Stetten (gegründet 1893)
- Soldatenkameradschaft Stetten (gegründet 1922 als Kriegerverein)
- Posaunenchor Stetten (gegründet 1926)
- Obst- und Gartenbauverein Stetten-Maicha (gegründet 1960)
- Schützenverein Stetten (gegründet 1969; Vorläufer 1922 gegründet)
- Evangelische Landjugendgruppe Stetten (gegründet 1971)

## Persönlichkeiten
- Georg Bach (1896–1963), Bauer in Stetten, Sammler heimatkundlicher Gegenstände[42]